# Syllable
Syllable é um sistema operativo (no Brasil sistema operacional) regido pela licença GPL desenvolvido para computadores x86, com a finalidade de ser um desktop de fácil utilização para usuários domésticos e pequenos escritórios, foi iniciado em julho de 2002 a partir do código-fonte do sistema AtheOS que havia sido abandonado. Com web browser nativo (ABrowse), o cliente de e-mail (Whisper), Media Player, IDE, entre outros aplicativos.

## História
Se iniciou dos códigos do AtheOS, pois ele havia sido abandonado pelo seu produtor Kurt Skauen, e formou-se um grupo de pessoas para continuar esse projeto,decidiram fundar o Syllable que é um sistema operacional utilizando o código fonte do AtheOS

## Características
- seu próprio sistema de arquivos 64-bits com journaling, o AtheOS File System (chamado também por AFS)
- ambiente gráfico Legacy-livre, Objeto Orientado em uma arquitetura nativa do GUI
- muitos softwares (Emacs, Vim, Perl, Python, Apache etc.)
- sustentação para SMP
- objeto orientado a arquitetura GUI
- sustentação para o padrão POSIX
- C++ orientado para API
- suporte a simétrico processamento (múltiplo processador)
- drivers para mais hardwares (vídeo, som, placas de rede, etc.)